# Петри, Джефф (баскетболист)
Джеффри Майкл Петри (англ. Geoffrey Michael Petrie, род. 17 апреля 1948 года) — американский баскетболист, выступавший в Национальной баскетбольной ассоциации за клуб «Портленд Трэйл Блэйзерс», где в дебютном сезоне стал новичком года НБА. По окончании игровой карьеры он работал генеральным менеджером «Трэйл Блэйзерс» и «Кингз». Он дважды становился менеджером года. В настоящее время работает президентом по баскетбольным операциям «Сакраменто Кингз».

## Ранние годы
Джефф Петри родился в Дарби, штат Пенсильвания. Он учился в Спрингфилдской средней школе в Спрингфилде, штат Пенсильвания, и играл в футбол в Принстонском университете.

## Карьера в НБА
Джефф Петри был выбран на драфте НБА 1970 года под общим 8 номером клубом «Портленд Трэйл Блэйзерс». В своём дебютном сезоне он в средне за игру набирал 24,8 очка был назван новичком года (награду разделил вместе с игроком «Бостон Селтикс» Дэйвом Коуэнсом) и включён в первую сборную новичков. Он принимал участие в двух матчах всех звёзд НБА в 1971 и 1974 годах. Уже во втором сезоне он дважды смог забить более 50 очков за игру. По окончании сезона 1975/76 он был обменян в «Атланту Хокс» на Джерри Лукаса, однако он так и не сыграл ни одного матча за «Хокс» и завершил игровую карьеру из-за травмы колена. За свои достижения его номер 45 был закреплён в «Трэйл Блэйзерс».
Петри считают первым игроком НБА, сменившим кроссовки фирмы Converse, которые были популярны в 1970-х годах, на обувь Nike.

## После завершения игровой карьеры
С 1985 года Петри начал работать в «Блэйзерс». Вначале он работал радио комментатором, а также исполнял несколько других должностей. Через некоторое время он получил должность вице-президента по операциям. В 1994 году он покинул Портленд и стал работать генеральным менеджером «Сакраменто Кингз». В «Кингз» он дважды становился менеджером года НБА в 1999 и 2001 годах. 29 декабря 2009 года Петри продлил свой контракт ещё на три года, до конца сезона 2012/13.

## Статистика

### Статистика в НБА
| Сезон                                                                                    | Команда  | Регулярный сезон | Регулярный сезон | Регулярный сезон | Регулярный сезон | Регулярный сезон | Регулярный сезон | Регулярный сезон | Регулярный сезон | Регулярный сезон | Регулярный сезон | Регулярный сезон | Серия плей-офф | Серия плей-офф | Серия плей-офф | Серия плей-офф | Серия плей-офф | Серия плей-офф | Серия плей-офф | Серия плей-офф | Серия плей-офф | Серия плей-офф | Серия плей-офф |
| Сезон                                                                                    | Команда  | GP               | GS               | MPG              | FG%              | 3P%              | FT%              | RPG              | APG              | SPG              | BPG              | PPG              | GP             | GS             | MPG            | FG%            | 3P%            | FT%            | RPG            | APG            | SPG            | BPG            | PPG            |
| ---------------------------------------------------------------------------------------- | -------- | ---------------- | ---------------- | ---------------- | ---------------- | ---------------- | ---------------- | ---------------- | ---------------- | ---------------- | ---------------- | ---------------- | -------------- | -------------- | -------------- | -------------- | -------------- | -------------- | -------------- | -------------- | -------------- | -------------- | -------------- |
| 1970/71                                                                                  | Портленд | 82               |                  | 37,0             | 44,3             |                  | 77,2             | 3,4              | 4,8              |                  |                  | 24,8             | Не участвовал  | Не участвовал  | Не участвовал  | Не участвовал  | Не участвовал  | Не участвовал  | Не участвовал  | Не участвовал  | Не участвовал  | Не участвовал  | Не участвовал  |
| 1971/72                                                                                  | Портленд | 60               |                  | 35,9             | 41,7             |                  | 78,9             | 2,2              | 4,1              |                  |                  | 18,9             | Не участвовал  | Не участвовал  | Не участвовал  | Не участвовал  | Не участвовал  | Не участвовал  | Не участвовал  | Не участвовал  | Не участвовал  | Не участвовал  | Не участвовал  |
| 1972/73                                                                                  | Портленд | 79               |                  | 39,7             | 46,4             |                  | 77,8             | 3,5              | 4,4              |                  |                  | 24,9             | Не участвовал  | Не участвовал  | Не участвовал  | Не участвовал  | Не участвовал  | Не участвовал  | Не участвовал  | Не участвовал  | Не участвовал  | Не участвовал  | Не участвовал  |
| 1973/74                                                                                  | Портленд | 73               |                  | 38,4             | 48,1             |                  | 85,3             | 2,8              | 4,3              | 1,2              | 0,2              | 24,3             | Не участвовал  | Не участвовал  | Не участвовал  | Не участвовал  | Не участвовал  | Не участвовал  | Не участвовал  | Не участвовал  | Не участвовал  | Не участвовал  | Не участвовал  |
| 1974/75                                                                                  | Портленд | 80               |                  | 38,9             | 45,6             |                  | 83,9             | 2,6              | 5,3              | 1,0              | 0,2              | 18,3             | Не участвовал  | Не участвовал  | Не участвовал  | Не участвовал  | Не участвовал  | Не участвовал  | Не участвовал  | Не участвовал  | Не участвовал  | Не участвовал  | Не участвовал  |
| 1975/76                                                                                  | Портленд | 72               |                  | 35,5             | 46,1             |                  | 82,9             | 2,3              | 4,6              | 1,1              | 0,1              | 18,9             | Не участвовал  | Не участвовал  | Не участвовал  | Не участвовал  | Не участвовал  | Не участвовал  | Не участвовал  | Не участвовал  | Не участвовал  | Не участвовал  | Не участвовал  |
|                                                                                          | Всего    | 446              |                  | 37,6             | 45,5             |                  | 80,5             | 2,8              | 4,6              | 1,1              | 0,1              | 21,8             | Не участвовал  | Не участвовал  | Не участвовал  | Не участвовал  | Не участвовал  | Не участвовал  | Не участвовал  | Не участвовал  | Не участвовал  | Не участвовал  | Не участвовал  |
| Наведите курсор мыши на аббревиатуры в заголовке таблицы, чтобы прочесть их расшифровку. |          |                  |                  |                  |                  |                  |                  |                  |                  |                  |                  |                  |                |                |                |                |                |                |                |                |                |                |                |

### Статистика в NCAA
| Сезон | Команда  | Conf  | Class | GP | GS | MPG | FG%  | 3P% | FT%  | RPG | APG | SPG | BPG | PPG  |
| --- | -------- | ----- | ----- | -- | -- | --- | ---- | --- | ---- | --- | --- | --- | --- | ---- |
| 1967/68 | Принстон | Ivy   | SO    | 26 |    |     | 43,4 |     | 74,5 | 4,5 |     |     |     | 12,9 |
| 1968/69 | Принстон | Ivy   | JR    | 26 |    |     | 45,5 |     | 74,7 | 5,7 |     |     |     | 20,8 |
| 1969/70 | Принстон | Ivy   | SR    | 20 |    |     | 46,1 |     | 77,5 | 6,0 |     |     |     | 22,3 |
| Всего | Всего    | Всего | Всего | 72 |    |     | 45,1 |     | 75,4 | 5,4 |     |     |     | 18,3 |
| Наведите курсор мыши на аббревиатуры в заголовке таблицы, чтобы прочесть их расшифровку Статистика приведена с сайта sports-reference.com |          |       |       |    |    |     |      |     |      |     |     |     |     |      |